# Putinizem
Putinizem (rusko путинизм, latinizirano: putinizm) je družbeni, politični in gospodarski sistem Rusije, ki je nastal v času predsedovanja Vladimirja Putina. Zanj je značilna koncentracija političnih in finančnih moči v rokah "silovikov", ki prihajajo iz skupno 22 vladnih organov kazenskega pregona, med katerimi je večina Zvezne varnostne službe (FSB), Ministrstva za notranje zadeve Rusije, Oboroženih sil Rusije in Nacionalne garde Rusije. Po besedah Arnolda Beichmana je "putinizem v 21. stoletju postal enako pomembna deviza, kot je bil stalinizem v 20. stoletju."
»Čekistični prevzem« ruskega državnega in gospodarskega premoženja naj bi izvedla skupina Putinovih tesnih sodelavcev in prijateljev, ki so postopoma postali vodilna skupina ruskih oligarhov in ki so »prevzeli nadzor nad finančnimi, medijskimi in upravnimi viri ruske države« ter omejeval demokratične svoboščine in človekove pravice. Po mnenju Julie Anderson se je Rusija spremenila v "državo FSB".